# Первомайский (Салаватский район)
Первома́йский (баш. Первомайский) — село в Салаватском районе Башкортостана, административный центр Первомайского сельсовета.

## Географическое положение
Расстояние до:
- районного центра (Малояз): 68 км,
- ближайшей ж/д станции (Кукшик): 0,5 км.

## Название
Село Первомайский расположено на самой границе района с Саткинским районом Челябинской области. По странному стечению обстоятельств, оно имеет несколько названий: Кукшик, Боксит, Первомайский.
Кукшик — так называется железнодорожная станция, расположенная в селе (по названию горы Куксиге, что в переводе с башкирского означает край неба).
Боксит — название месторождений бокситовых руд, которые в окрестностях добывали с 1936 года и продолжают добывать сегодня, но уже в меньших объёмах.
Первомайский — официальное название некогда рабочего поселка.
Населённый пункт очень вытянут, состоит из отдельных частей: Покровки, станции Кукшик, центра.

## История
Указом ПВС РСФСР от 2.10.1942 г. населённы пункт Кукшик отнесен к категории рабочих посёлков с присвоением наименования Первомайский.
До 20 июля 2005 года — рабочий посёлок.
Согласно Закону Республики Башкортостан от 20 июля 2005 года, N 211-з «О внесении изменений в административно-территориальное устройство Республики Башкортостан в связи с образованием, объединением, упразднением и изменением статуса населённых пунктов, переносом административных центров», ст.1 Первомайский стал сельским населённым пунктом:

11. Внести следующие изменения в административно-территориальное устройство Республики Башкортостан:
 в) отнести рабочий посёлок Первомайский Салаватского района к категории сельского населённого пункта, установив тип поселения — село.

Отнести Первомайский поссовет к категории сельсовета с сохранением наименования «Первомайский» 

## Население
| 1959 | 1970  | 1979 | 1989 | 2002 | 2009 | 2010 |
| ---- | ----- | ---- | ---- | ---- | ---- | ---- |
| 1890 | ↘1315 | ↘924 | ↘512 | ↘510 | →510 | ↘395 |
| 2012 | 2013  | 2014 | 2015 | 2016 | 2017 |      |
| ↘394 | ↘383  | ↗385 | ↘374 | ↗378 | ↘357 |      |

## Организации
ООО «Боксит». Основным видом деятельности является добыча алюминийсодержащего сырья подземным способом, а также открытым способом, обогащение алюминийсодержащего сырья (бокситов и нефелин-апатитовых руд).

## Достопримечательности

### Гора Кукшик
Кукшик — горный хребет расположенный в Саткинском районе Челябинской и частично в Республике Башкортостан. Протянулся вдоль железнодорожной магистрали Москва — Челябинск и вдоль по течению реки Ай.
Название хребта с башкирского переводится как синеватый или синенький. «Кук» означает синий, а «чик» или «джик» — это уменьшительный суффикс. Этот хребет можно считать тезкой казахстанского города Кокшетау, поскольку раньше башкиры называли это место Кукши-Тау — синий камень.
Хребет буквально нависает над одноимённой железнодорожной станцией. Он относительно невысок, склоны его вполне пологие, покрытые смешанным лесом (чаще ельниками и березниками). Зимой здесь обычно наметает глубокие сугробы, изрядно затрудняющие подъём. Поздней весной и летом хребет Кукшик — благодатное место, утопающее в разнотравье и медвяном запахе цветущей черемухи и липы.
Вдоль хребта проходит линия разрывных нарушений земной коры, связанная с древним процессом горообразования. По ту и другую сторону от этой линии располагаются протерозойские отложения (песчаники, кварциты, сланцы, известняки). В этих местах также обнаружены алюминиевые руды.
Это место является меккой для поклонников альпинизма и скалолазания. Но привлекает любителей экстремального спорта не сам хребет, а то место, где он подходит к реке Ай. В этом районе находится совершенно отвесный 90-метровый утес, сплошной вертикалью нависший над речной гладью. Здесь неоднократно проводились соревнования альпинистов, в том числе чемпионаты Челябинской области по альпинизму.

## Религия
В селе есть мечеть.